# Fragile (песня)
«Fragile» (с англ. — «Хрупкий») — песня британского рок-музыканта Стинга, четвёртый сингл из его альбома …Nothing Like the Sun.
Также были записаны версии на испанском и португальском языках под названиями «Fragilidad» и «Fragil» соответственно, которые вышли на мини-альбоме Стинга …Nada como el sol. Испанская версия песни также была выпущена на би-сайде к синглу «I’m So Happy I Can’t Stop Crying».
Песня была посвящена Бену Линдеру — американскому инженеру-строителю, который был убит контрас в 1987 году, во время работы над гидроэнергетическим проектом в Никарагуа. Студийная версия «Fragile» стала одной из визитных карточек Стинга, наряду с песней «Fields of Gold».

## Кавер-версии
Песня была перепета многими международными артистами, в их числе: канадец Брюно Пельтье, турецкий исполнитель на сазе Ахмет Коч, американская джазовая певица Кассандра Уилсон, американский трубач Фредди Хаббард, американский соул-певец Айзек Хейз, дуэт Мерседес Соса и Педро Аснар из Аргентины, а также — Нильс Ландгрен, Ширли Кламп, Дайон Уорвик, Хулио Иглесиас, Анита Липинка, Джесси Кук, Stringmansassy и Холли Коул.
- Песня была исполнена во время церемонии открытия зимних Олимпийских игр 2002 года в Солт-Лейк-Сити.
- Трубач Брюс Гловер записал свою версию песни для альбома Fragile (2005)[2].
- В 2006 году саксофонист Майкл Лингтон записал кавер-версию для своего альбома A Song For You[3][4].
- В следующем году, гитарист Блейк Аарон перепел песню для своего альбома Desire[5][6].
- Бразильская певица Марина Элали записала бразильский вариант песни для своего дебютного альбома, спев некоторые части на английском[7].
- На одном из концертов Стинг спел песню в дуэте со Стиви Уандером.
- В 2014 году Стинг исполнил эту песню вместе с Полом Саймоном в ходе их совместного турне Paul Simon & Sting On Stage Together.
- Во втором полуфинале конкурса «Евровидение-2022» песню в дуэте исполнили ведущие конкурса Лаура Паузини и Мика.